# Yamato
Yamato (originalmente: 男たちの大和 YAMATO; em inglês: Otoko-tachi no Yamato) é um filme japonês de 2005 do gênero guerra, escrito e dirigido por Junya Sato. O roteiro é baseado no premiado livro "男 た ち の 大 和, Otoko-tachi no Yamato, lit. Yamato of Men" (sem tradução em português, mas em inglês: Yamato The Last Battle) de Jun Henmi, vencedor do prêmio "Nitta Jirō Culture Prize" de 1984.
O filme ganhou alguns prêmios, entre eles: "Hochi Film Award" de 2006 na categoria "Best New Actor" (melhor ator iniciante) para Kenichi Matsuyama; "Blue Ribbon Awards" de 2006 na categoria "Best Director" (melhor diretor), ou na principal premiação do cinema japonês, o "Japan Academy Awards" de 2007, quando conquistou duas categorias: "Best Art Direction" para Toshiyuki Matsumiya e Naruyuki Kondō e "Best Sound Recording" para Nobuhiko Matsukage e Tetsuo Segawa.
Para as filmagens, que ocorreram entre março e junho de 2005, foi construído, no estaleiro da Hitachi Zosen Corporation, uma réplica em tamanho natural do tombadilho do couraçado Yamato, onde se encontravam os canhões antiaéreos de bombordo. Após a conclusão das filmagens, o local foi aberto para visitação do  público entre 17 de julho de 2005 e 7 de maio de 2006.
A produção do longa-metragem utilizou algumas cenas reais do navio, retirados de um documentário da Segunda Guerra Mundial, para explicar as estratégias e operações que o Yamato participou, além de alguns fatos históricos do conflito e da embarcação, notória por ser o maior couraçado da Segunda Guerra.
O filme foi lançado no circuito comercial de cinemas do Japão em 17 de dezembro de 2005, tornando-se a maior bilheteria japonesa da década.

## Sinopse

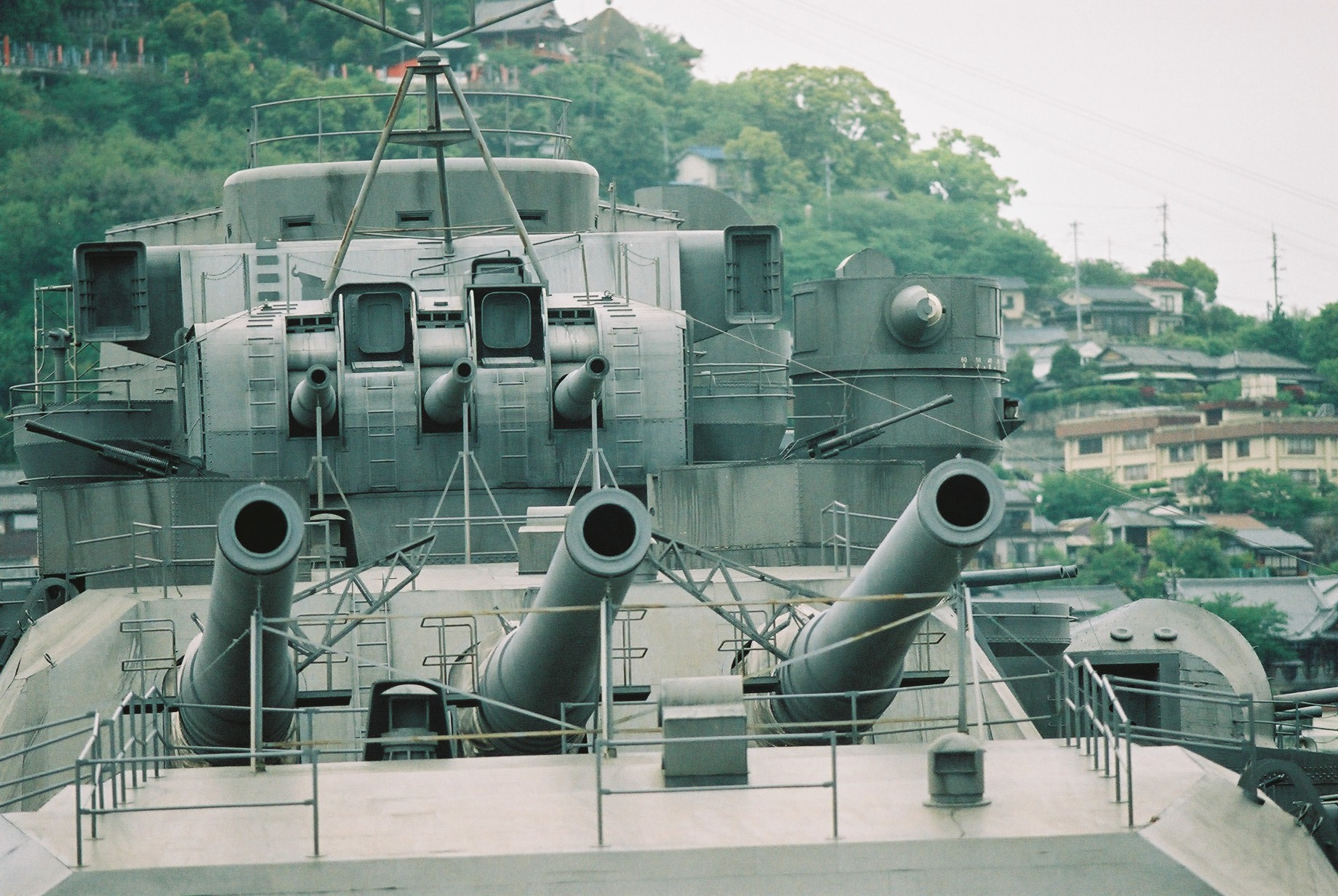
Instalação da Yamato em Onomichi.

O filme relata as lembranças de um jovem marinheiro (Katsumi Kamio) da Marinha Imperial Japonesa lotado no couraçado Yamato durante a Segunda Guerra Mundial. Katsumi Kamio relembra desde a sua chegada ao Yamato, o convívio com os seus colegas de embarcação e as últimos horas do navio, quando o couraçado participou da Operação Ten-Go e foi afundado pelos norte-americanos no dia 7 de abril de 1945.
Todos estes fatos são relembrando quando Kamio encontra a jovem Makiko Uchida, filha do suboficial Mamoru Uchida, e os dois se deslocam para o local do naufrágio, onde Uchida jogará os cinzas do pai. Neste meio tempo, Kamio, além de relembrar sua participação na guerra, revê em pensamento seus familiares e amigos mortos durante o conflito e mostra para Uchida um lado desconhecido do seu pai.

## Elenco
- Kenichi Matsuyama ... Katsumi Kamio jovem[5]
- Tatsuya Nakadai ... Katsumi Kamio velho[4]
- Nakamura Shidō II ... Mamoru Uchida[5]
- Takashi Sorimachi ... Shōhachi Moriwaki[4]
- Yū Aoi ... Taeko Nozaki
- Jundai Yamada ... Masao Karaki
- Kenta Uchino ... Tetsuya Nishi
- Kyōka Suzuki ... Makiko Uchida[4]
- Sōsuke Ikematsu ... Atsushi[5]
- Hiroyuki Hirayama ... Tamaki
- Kazushige Nagashima ... Iwao Usubuchi
- Kenji Takamura ... Jiro Nomura
- Umitarō Nozaki ... Jirō Nomura
- Tetsuya Watari ... Seiichi Itō[4]
- Eiji Okuda ... Kōsaku Aruga
- Junichi Haruta ... Hisao Kotaki
- Hirotarō Honda ... Keizō Komura
- Ryūzō Hayashi ... Ryūnosuke Kusaka